# Miwako Motoyoshi
Miwako Motoyoshi (元好 三和子, Motoyoshi Miwako), née le 21 décembre 1960  à Osaka, est une nageuse synchronisée japonaise.

## Carrière
Lors des Jeux olympiques de 1984 se déroulant à Los Angeles, Miwako Motoyoshi remporte la médaille de bronze en duo avec Saeko Kimura ainsi qu'en solo.